# 체코 농구 국가대표팀
체코 농구 국가대표팀(체코어: Česká basketbalová reprezentace)은 체코를 대표하여 국가대항전에 참가하는 농구 국가대표팀으로 체코 농구 연맹에 의해 운영된다.

## 같이 보기
- 체코슬로바키아 농구 국가대표팀
- 슬로바키아 농구 국가대표팀